# Camp Nou

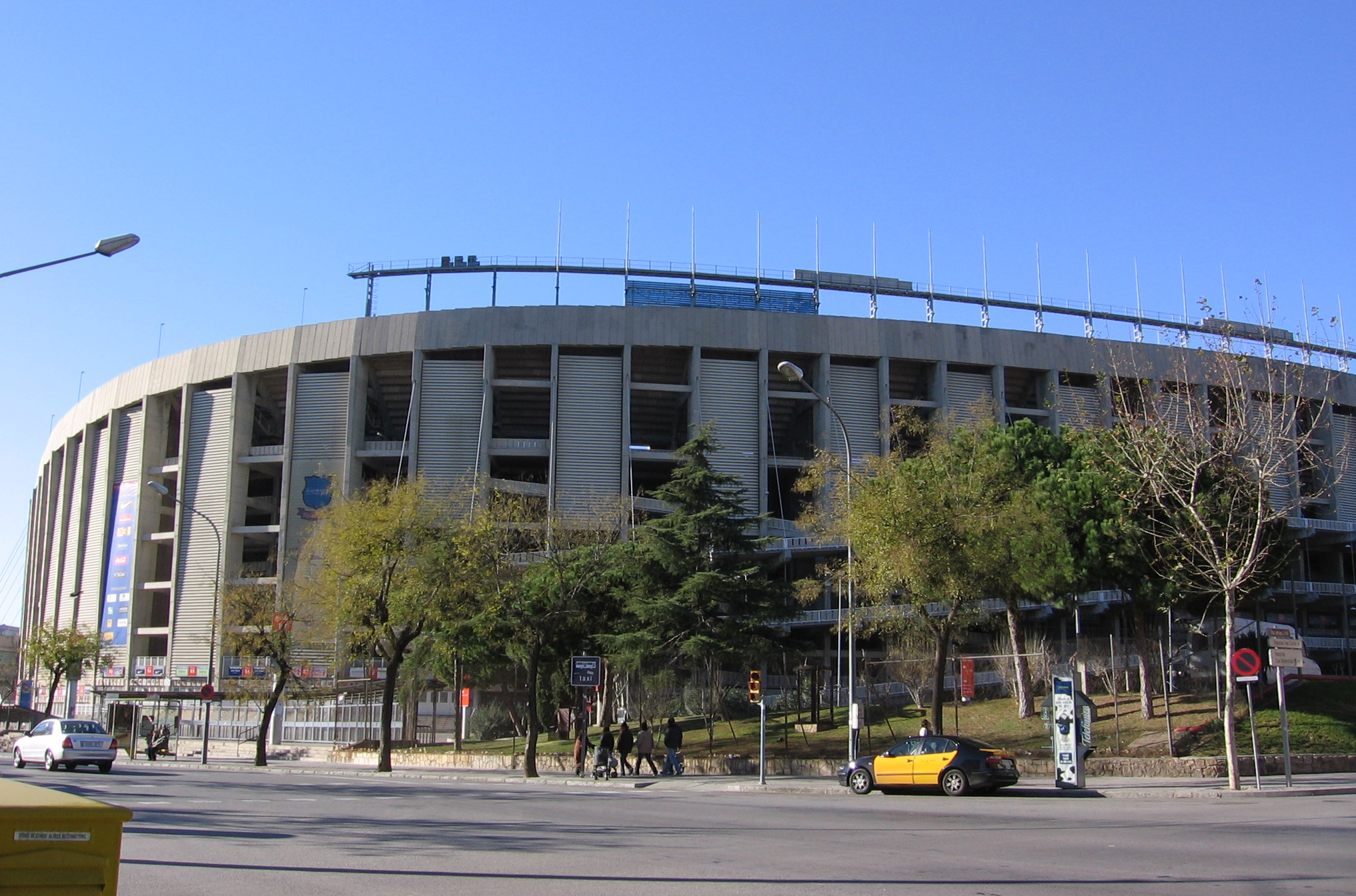
Fasada stadionu

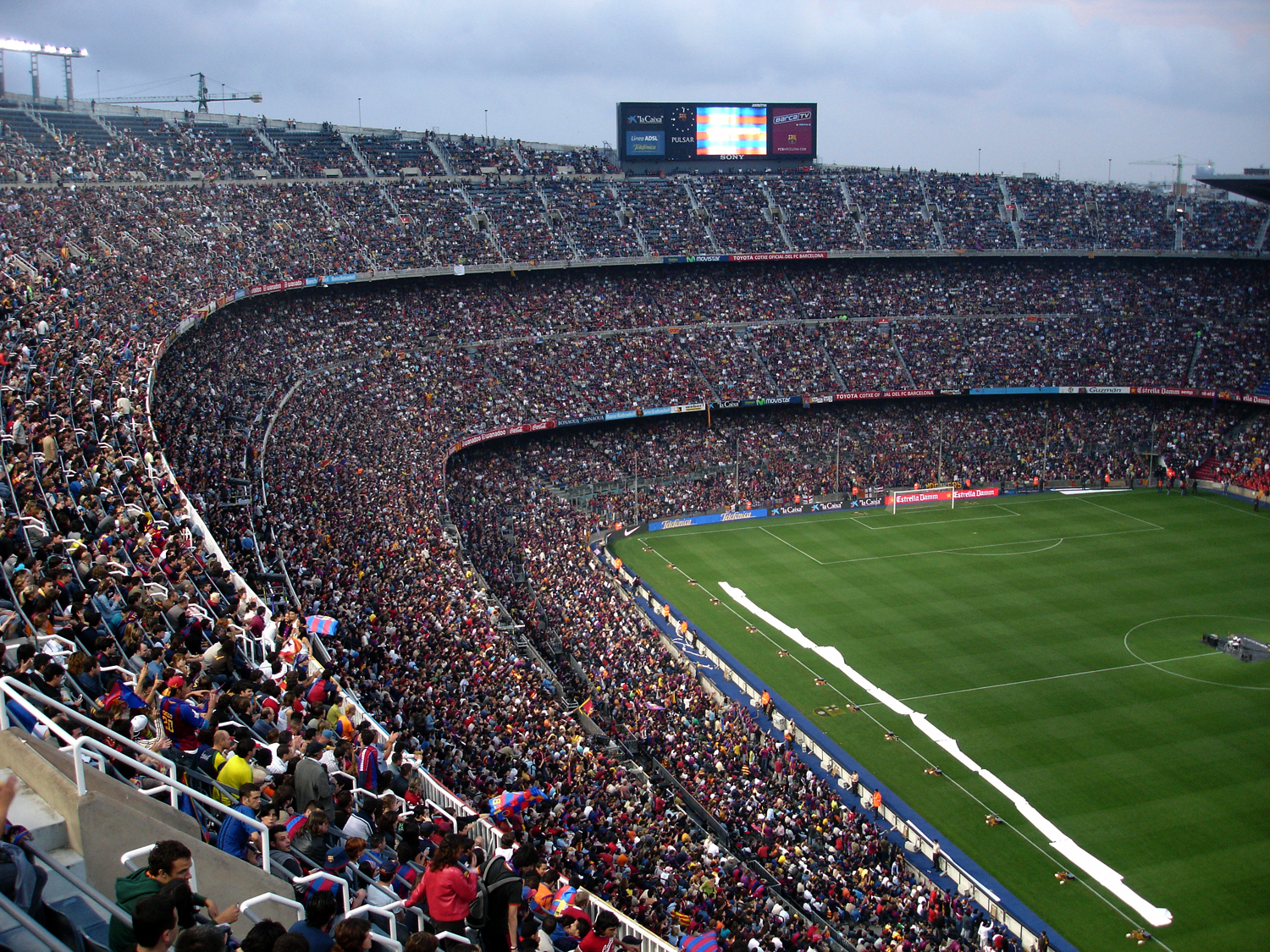
Trybuny stadionu

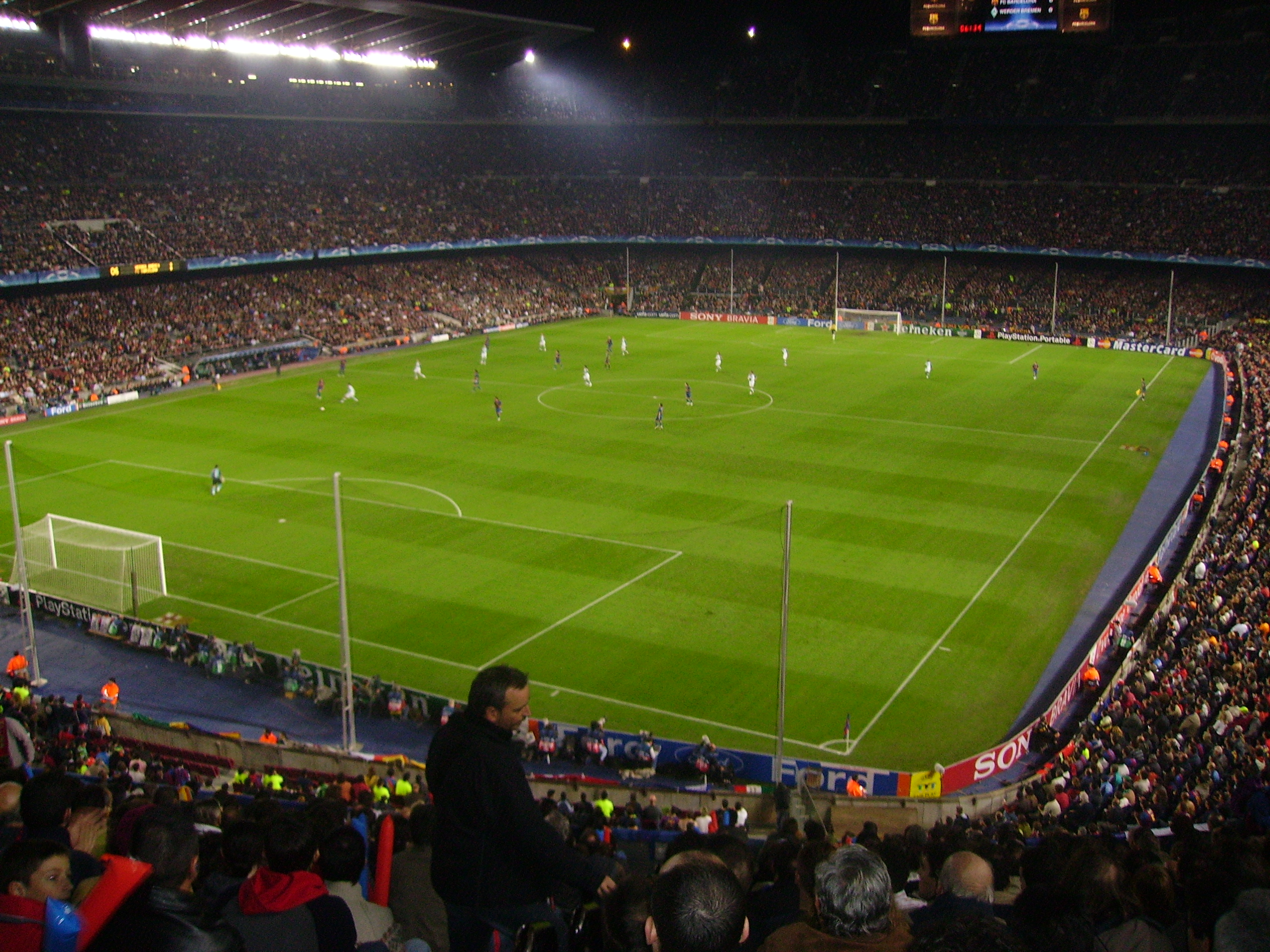
Mecz Ligi Mistrzów FC Barcelona – Werder Brema (2:0), 5 grudnia 2006

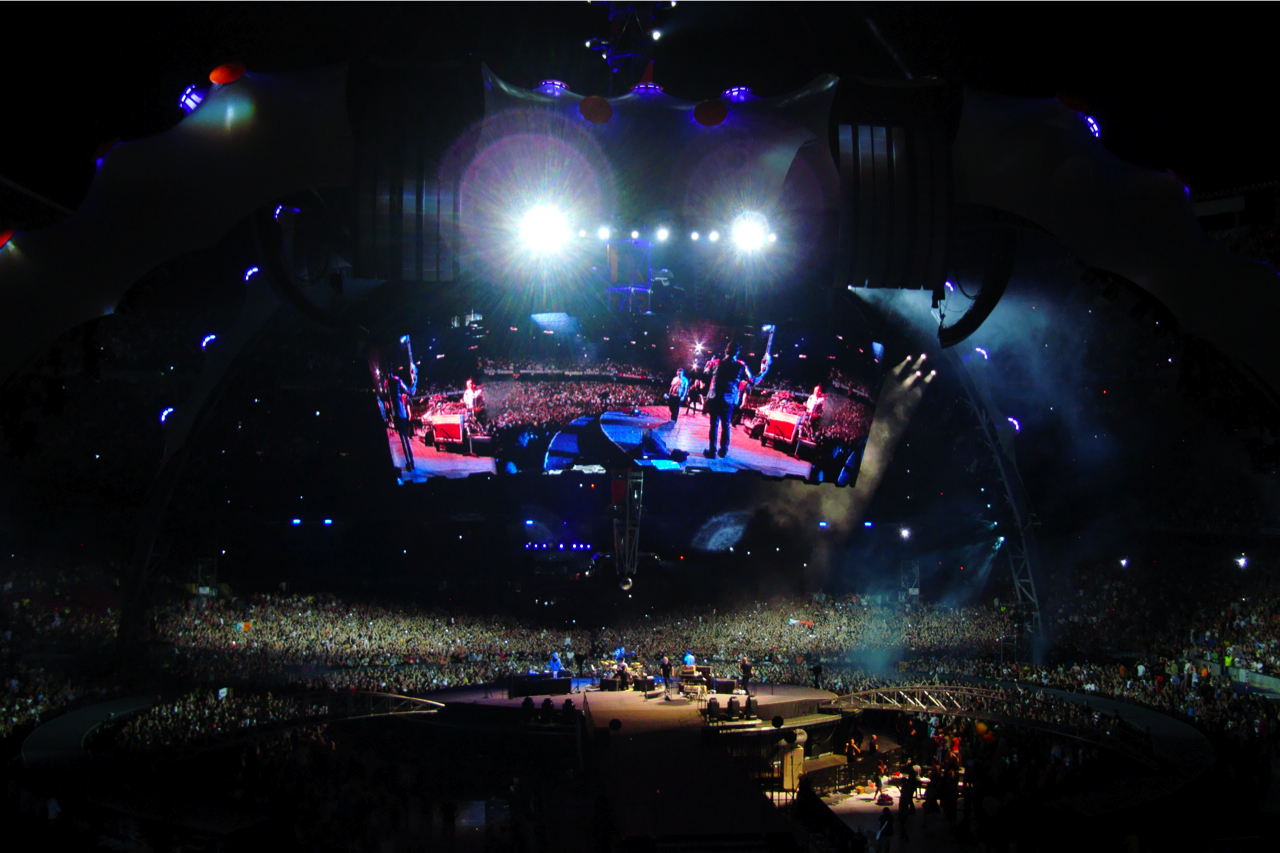
Koncert U2 podczas trasy 360° Tour

Camp Nou, również znany pod nazwą sponsorską Spotify Camp Nou – stadion piłkarski w Barcelonie, w Katalonii, w Hiszpanii, na którym są rozgrywane mecze FC Barcelona. Jego trybuny mieszczą 99 354 osób, czyniąc go największym piłkarskim stadionem w Europie i jednym z największych na świecie. W sezonie 1998/99 UEFA przyznała Camp Nou 5 gwiazdek, jako że arena spełniała najwyższe standardy konstrukcyjne. W 2010 r., ze względu na nowe regulacje UEFA, stadion otrzymał "Kategorię 4". Na jego trybunach widoczna jest dewiza klubu, Més que un club. Na stadionie rozgrywane są także mecze reprezentacji Katalonii w piłce nożnej, a niegdyś na murawie obiektu występowała reprezentacja Hiszpanii.

## Kompleks
FC Barcelona jest właścicielem dwóch kompleksów sportowych. Camp Nou położony jest w jednym z nich, wraz z:
- Palau Blaugrana – halą, w której swoje mecze rozgrywały:
  - FC Barcelona Bàsquet – sekcja koszykówki,
  - FC Barcelona Handbol – sekcja piłki ręcznej,
  - FC Barcelona Sorli Discau – sekcja hokeja na rolkach,
  - FC Barcelona Senseit – sekcja futsala;
- byłym stadionem FC Barcelony - Camp de Les Corts (lata 1922–1957),
- szkółką piłkarską La Masia (jej funkcję przejął nowo wybudowany obiekt Ciutat Esportiva Oriol Tort)

Drugi kompleks to Ciutat Esportiva Joan Gamper, miejsce treningów piłkarzy kadry seniorskiej FC Barcelona, obok którego zostało wybudowane Ciutat Esportiva Oriol Tort.

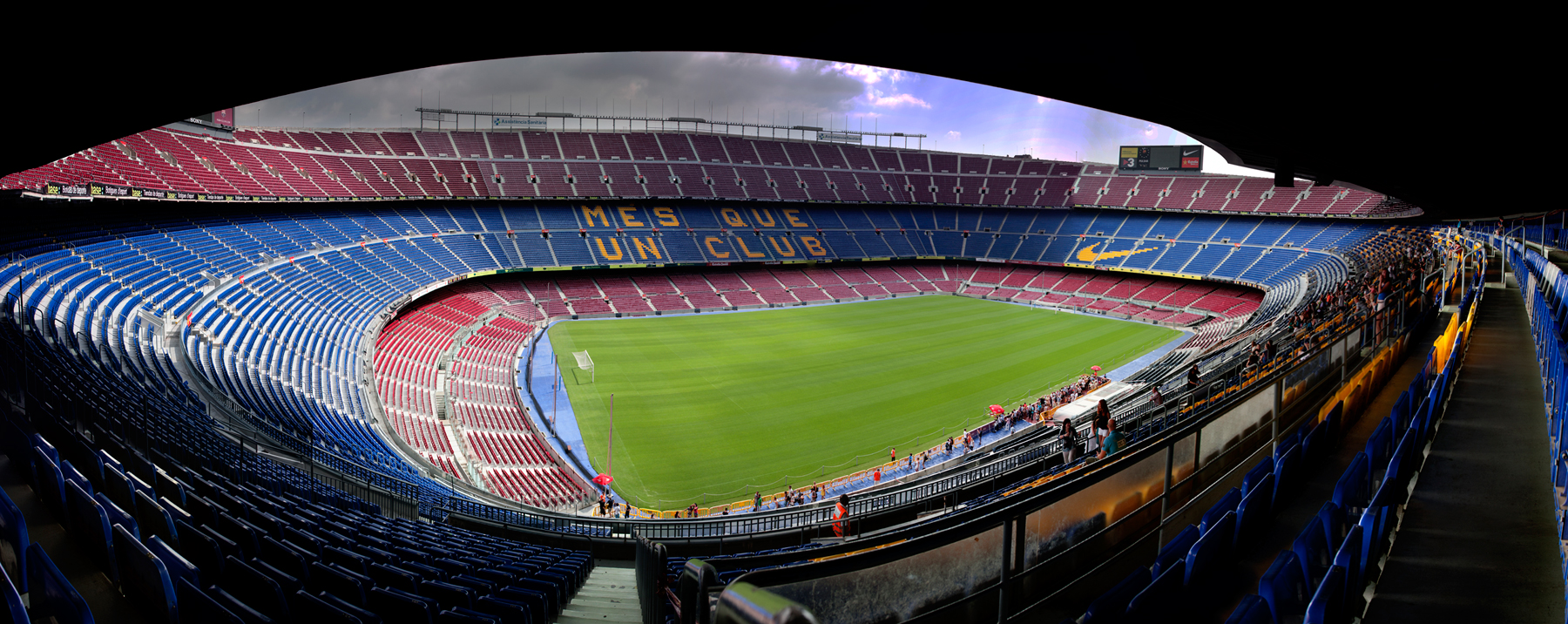
Panorama Stadionu

## Historia
Decyzja o budowie nowego stadionu zapadła w 1954 r. Główną przyczyną był fakt, że stadion (Camp de Les Corts), na którym dotychczas grała drużyna, był za mały, bo zaledwie 60-tysięczny.
Projektantami Camp Nou zostali wybrani Francesc Mitjans-Miró, Lorenzo García Barbon i Josep Soteras Mauri. Budowa kosztowała 288 milionów peset i trwała trzy lata, od 1954 do 1957 roku. Nowo powstały stadion mógł pomieścić nawet 120 tysięcy widzów. W pierwszym meczu na tym stadionie FC Barcelona zmierzyła się z reprezentacją Warszawy. Katalończycy wygrali 4:2, a pierwszym strzelcem gola został Eulogio Martínez; bramki dla Polaków zdobywali Henryk Szymborski i Władysław Soporek (obaj byli graczami ŁKS Łódź).
Stadion był areną zmagań piłkarskich w trakcie igrzysk olimpijskich w 1992 roku, a także kilku innych imprez, takich jak mistrzostwa Europy w 1964 roku, czy mistrzostwa świata w 1982 roku. Podczas tej imprezy jego pojemność wynosiła 97 679 miejsc.
17 listopada 1982 papież Jan Paweł II odprawił na stadionie mszę dla 120 tys. osób. Msza trwała ok. 2 godziny. Była na niej obecna kadra FC Barcelony.
15 marca 2022 FC Barcelona poinformowała o zakupie czasowych praw do nazwy stadionu przez Spotify. Na podstawie tej umowy, obiekt od 1 lipca 2022 roku nosi nazwę Spotify Camp Nou.
28 kwietnia 2022 roku alkad Barcelony, Ada Colau, wydała zgodę na rozpoczęcie prac związanych z renowacją Camp Nou, w ramach projektu Espai Barça. We wrześniu rozpoczęła się przebudowa stadionu.

## Reprezentacja Hiszpanii
Camp Nou jest również obiektem, na którym swoje mecze rozgrywała w przeszłości reprezentacja Hiszpanii. Jednakże od kilkunastu lat reprezentacja tam nie występuje. Jest to nieoficjalnie spowodowane względami politycznymi.

## Historyczne mecze
Na tym obiekcie rozgrywano wiele sportowych imprez (m.in. finały Ligi Mistrzów i mecze igrzysk olimpijskich 1992). Poniżej wybrane spotkania, które zapisały się w historii stadionu:
- 1972: Rangers FC 3:2 Dinamo Moskwa (finał Pucharu Zdobywców Pucharów)[12]
- 1982: FC Barcelona 2:1 Standard Liège (finał Pucharu Zdobywców Pucharów)[13]
- Belgia 1:0 Argentyna (mecz otwarcia Mundialu 1982)[14]
- 1989: AC Milan 4:0 Steaua Bukareszt (finał Pucharu Europy)[15]
- 1992: Hiszpania 3:2 Polska (finał IO 1992)[16]
- 1999: Manchester United 2:1 Bayern Monachium (finał Ligi Mistrzów 1998/99)[17]
- 2008: FC Barcelona 6:1 Atlético de Madrid (Primera División), 4 października 2008[18]
- 2009: FC Barcelona 4:0 Bayern Monachium (Liga Mistrzów), 8 kwietnia 2009[19]
- 2010: FC Barcelona 4:1 Arsenal FC (Liga Mistrzów), 6 kwietnia 2010[20]
- FC Barcelona 5:0 Real Madryt (Primera División), 29 listopada 2010[21]
- 2012: FC Barcelona 7:1 Bayer Leverkusen (Liga Mistrzów), 7 marca 2012[22]
- 2013: FC Barcelona 4:0 AC Milan (Liga Mistrzów), 12 marca 2013[23]
- 2015: FC Barcelona 3:0 Bayern (Liga Mistrzów), 6 maja 2015[24]
- Athletic Club 1:3 FC Barcelona (finał Copa del Rey), 30 maja 2015[25]
- 2016: FC Barcelona 4:0 Manchester City (Ligi Mistrzów), 19 października 2016[26]
- 2017: FC Barcelona 6:1 Paris Saint-Germain (Liga Mistrzów), 8 marca 2017[27]
- FC Barcelona 3:0 Juventus FC (Liga Mistrzów), 6 września 2017[28]
- 2018: FC Barcelona 5:1 Real Madryt (Primera División), 28 października 2018[29]
- FC Barcelona 3:0 Chelsea FC (Liga Mistrzów), 14 marca 2018[30]
- 2019: FC Barcelona 6:1 Sevilla FC (Copa del Rey), 30 stycznia 2019[31]
- FC Barcelona 3:0 Manchester United (Liga Mistrzów), 16 kwietnia 2019[32]
- FC Barcelona 3:0 Liverpool FC (Liga Mistrzów), 1 maja 2019[33]

## Koncerty
Na Camp Nou grali między innymi:
- Michael Jackson[34],
- U2[35],
- Bruce Springsteen[36],
- Julio Iglesias[37],
- José Carreras, Plácido Domingo i Luciano Pavarotti[38].
- Lluís Llach[39].

## Rugby
24 czerwca 2016 roku, z uwagi na niedostępność Stade de France spowodowaną przez Euro 2016, na Camp Nou rozegrano finał mistrzostw Francji w rugby pomiędzy Racing 92 a RC Toulonnais. Świadkami zwycięstwa paryskiego zespołu było 99 124 widzów, co stanowiło światowy rekord.

## Muzeum
Joan Gamper, założyciel klubu, chciał, aby w miarę zdobywania kolejnych trofeów i innych okazji kibice przybywali do muzeum klubowego. W latach dwudziestych nie było środków, aby ten cel osiągnąć. Budowa owego muzeum oraz oficjalne otwarcie nastąpiło 24 sierpnia 1984 r., za sprawą ówczesnego prezesa klubu, Josepa Lluisa Núňeza.
W miarę przybywania coraz większej liczby ludzi zdecydowano się również zwiększyć powierzchnię muzeum. Rozbudowywano je trzykrotnie – w 1987, 1994 i 1998. Od 1998 muzeum katalońskiego klubu ma powierzchnię 3500 metrów kwadratowych. Podzielono je na cztery działy do zwiedzania. W 2000 prezes Blaugrany ochrzcił muzeum mieszczące się w Barcelonie imieniem założyciela katalońskiego klubu.

## Galeria

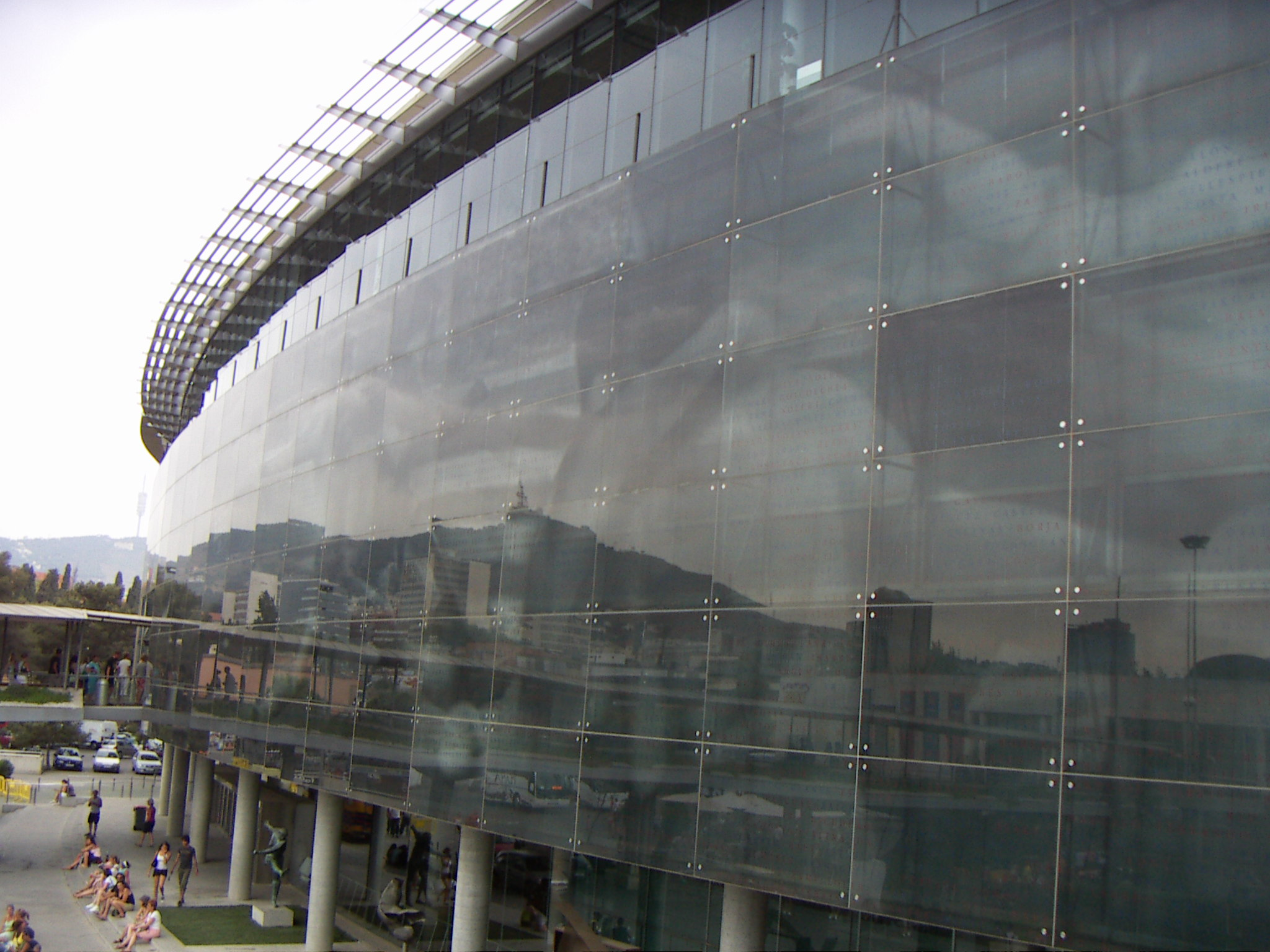
Zmodernizowana fasada
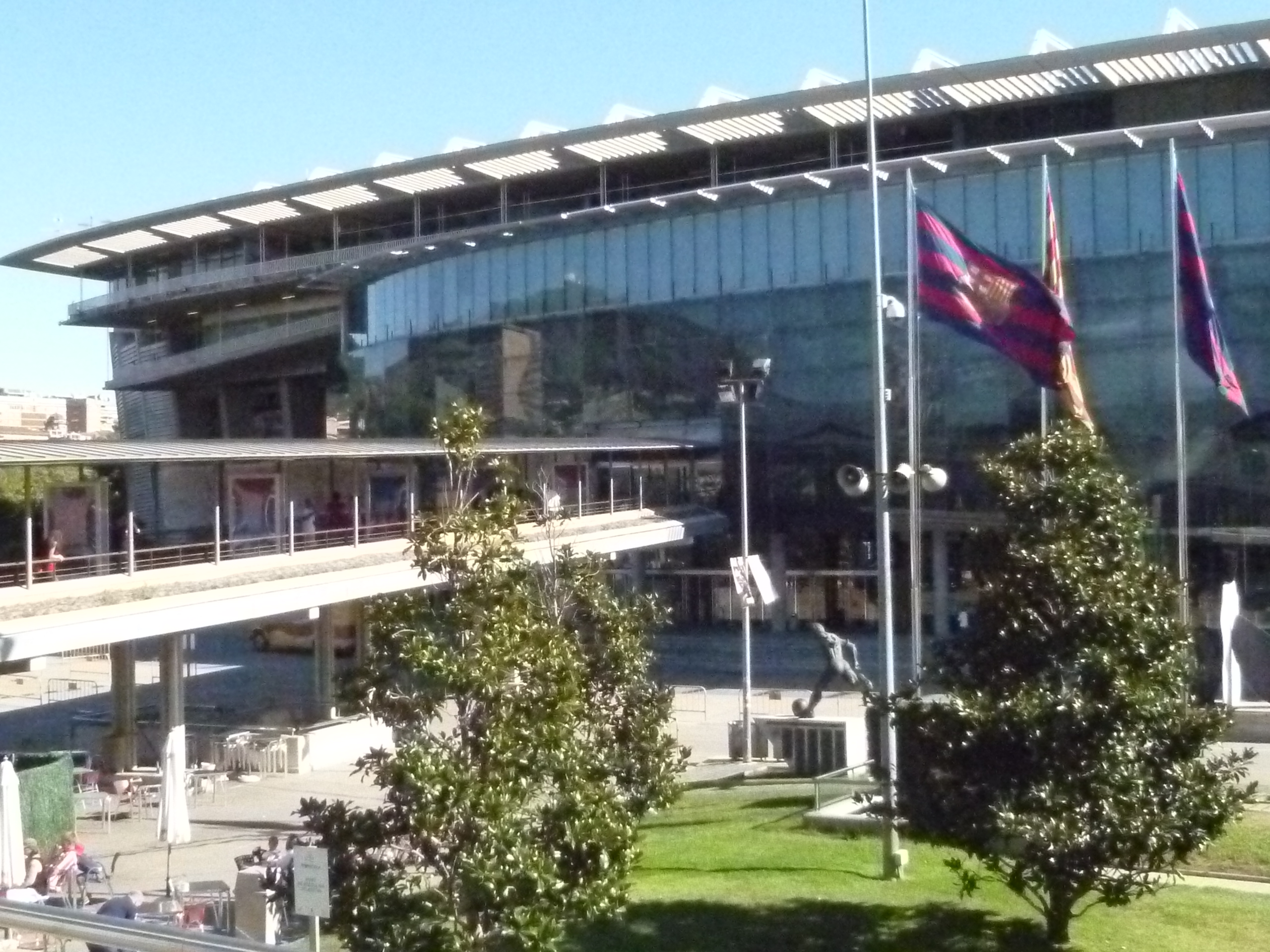
Wejście
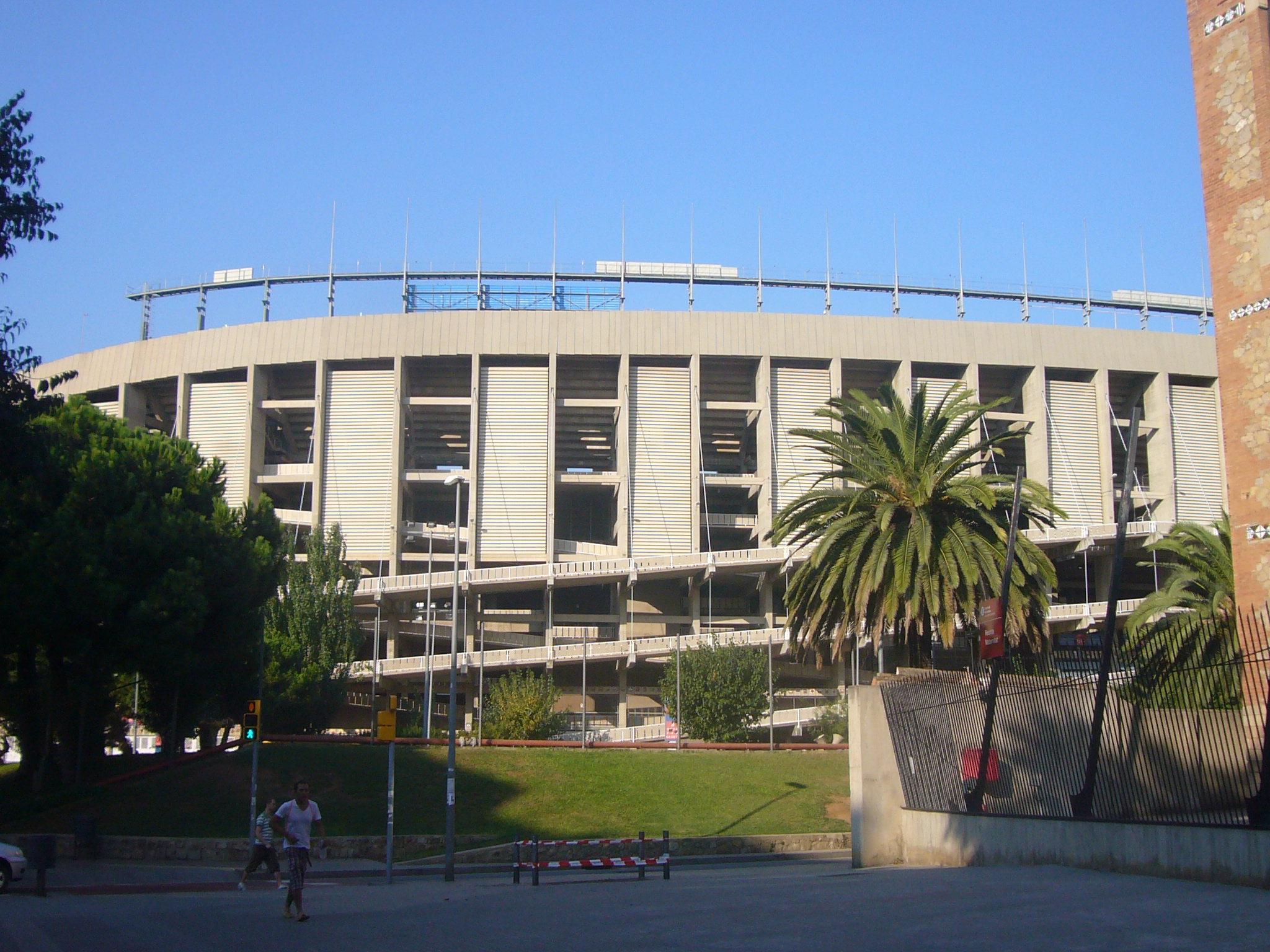
Otoczenie
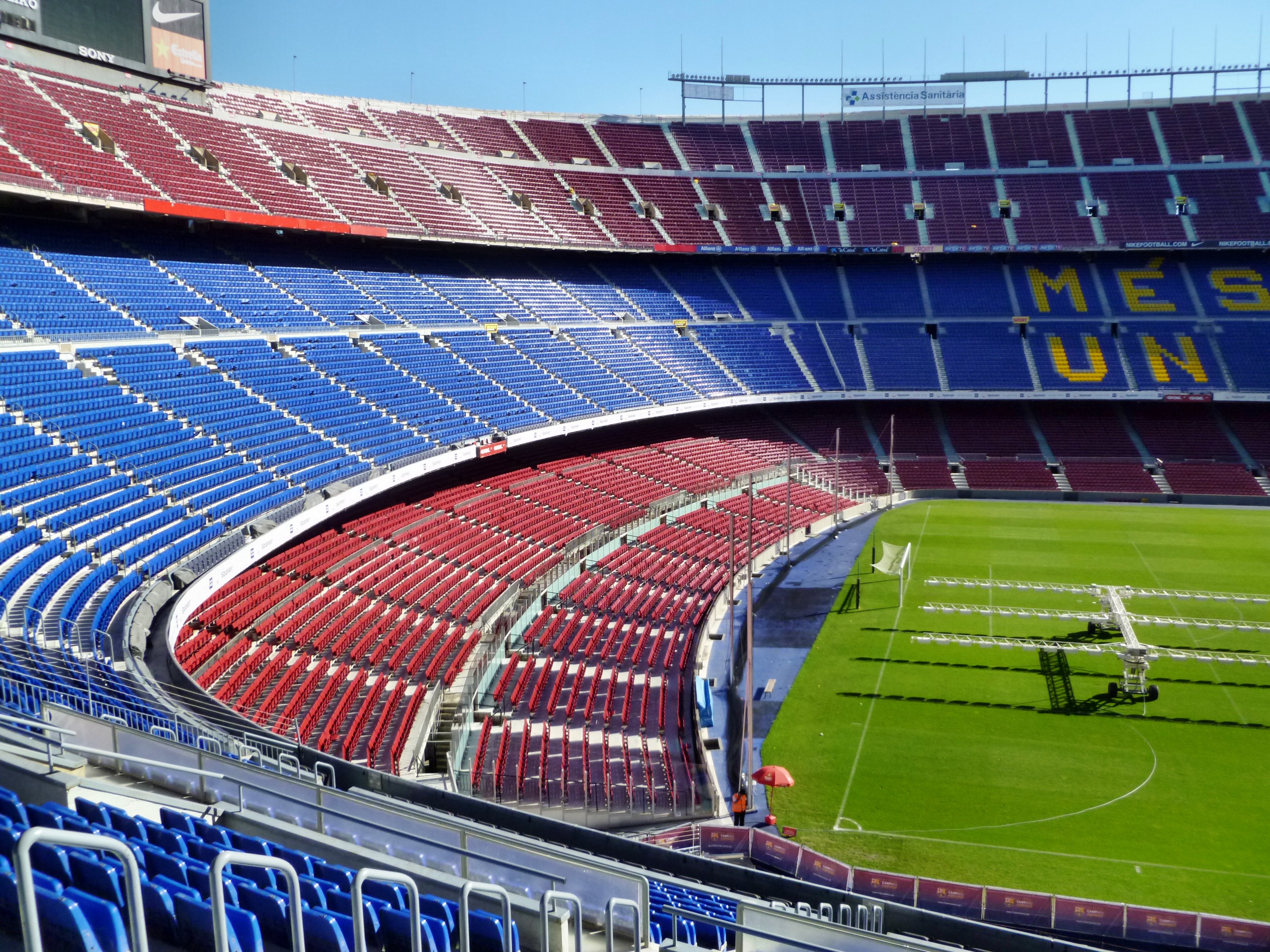
Trybuny
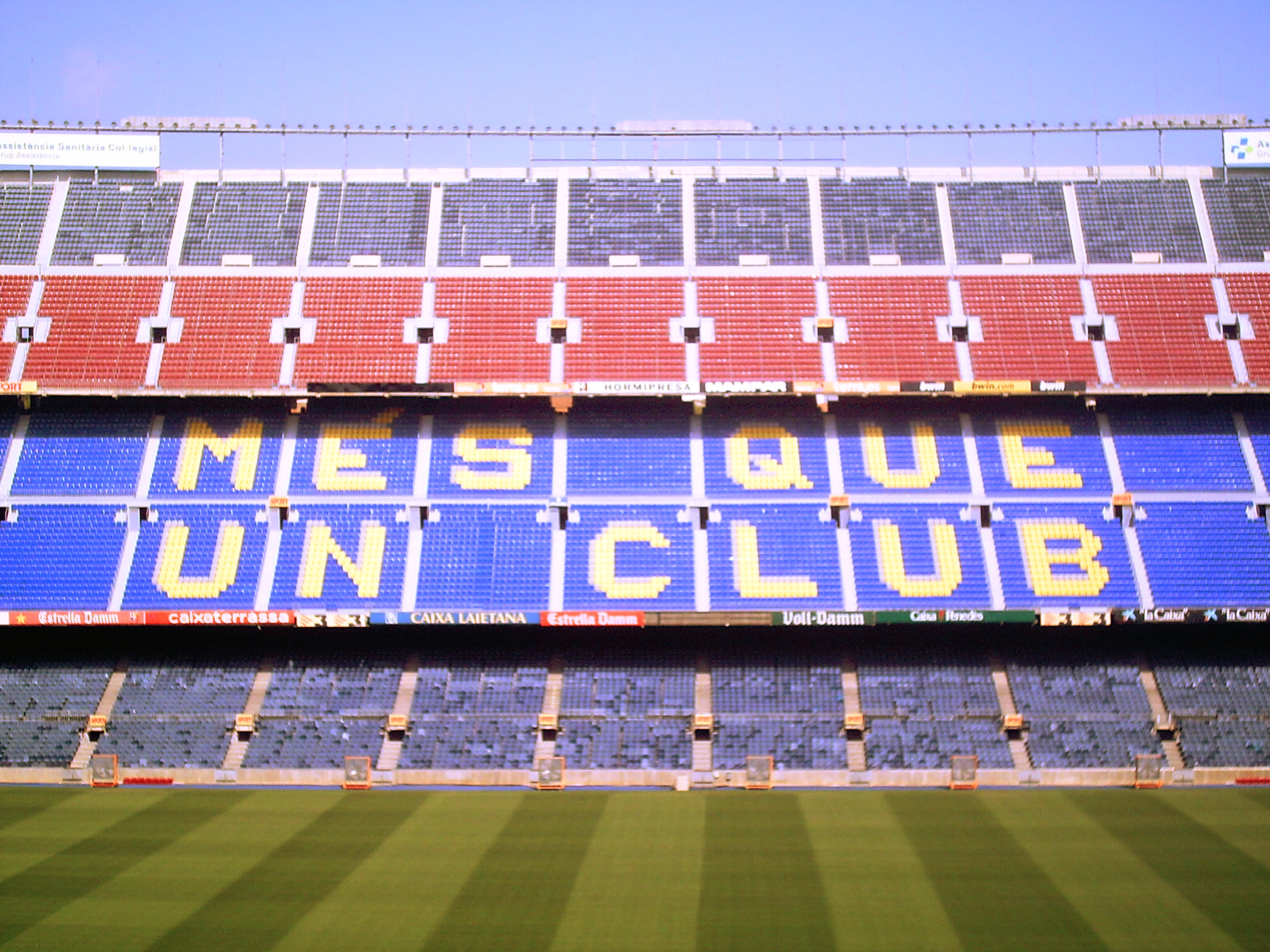
Trybuny
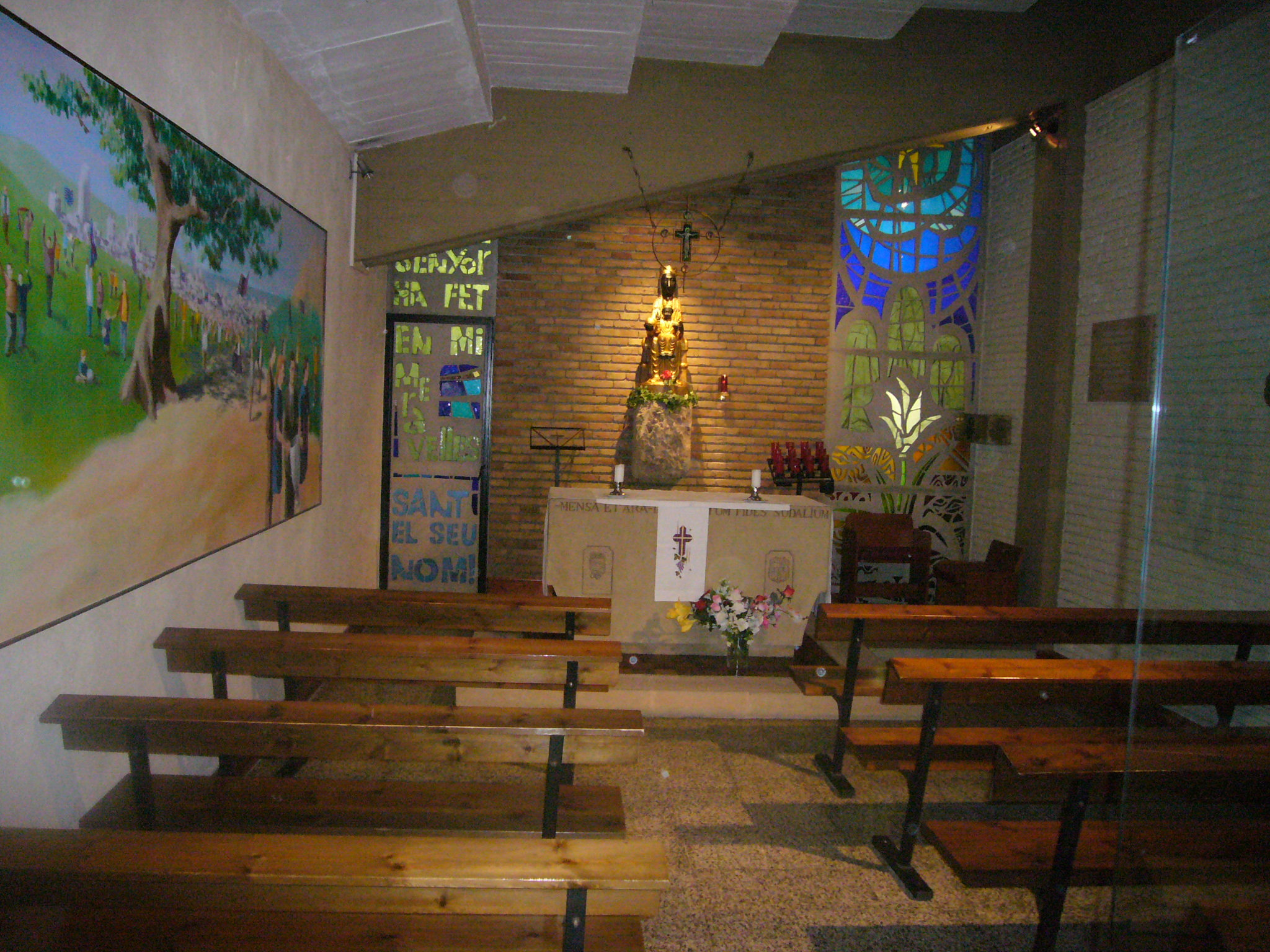
Kaplica Katolicka
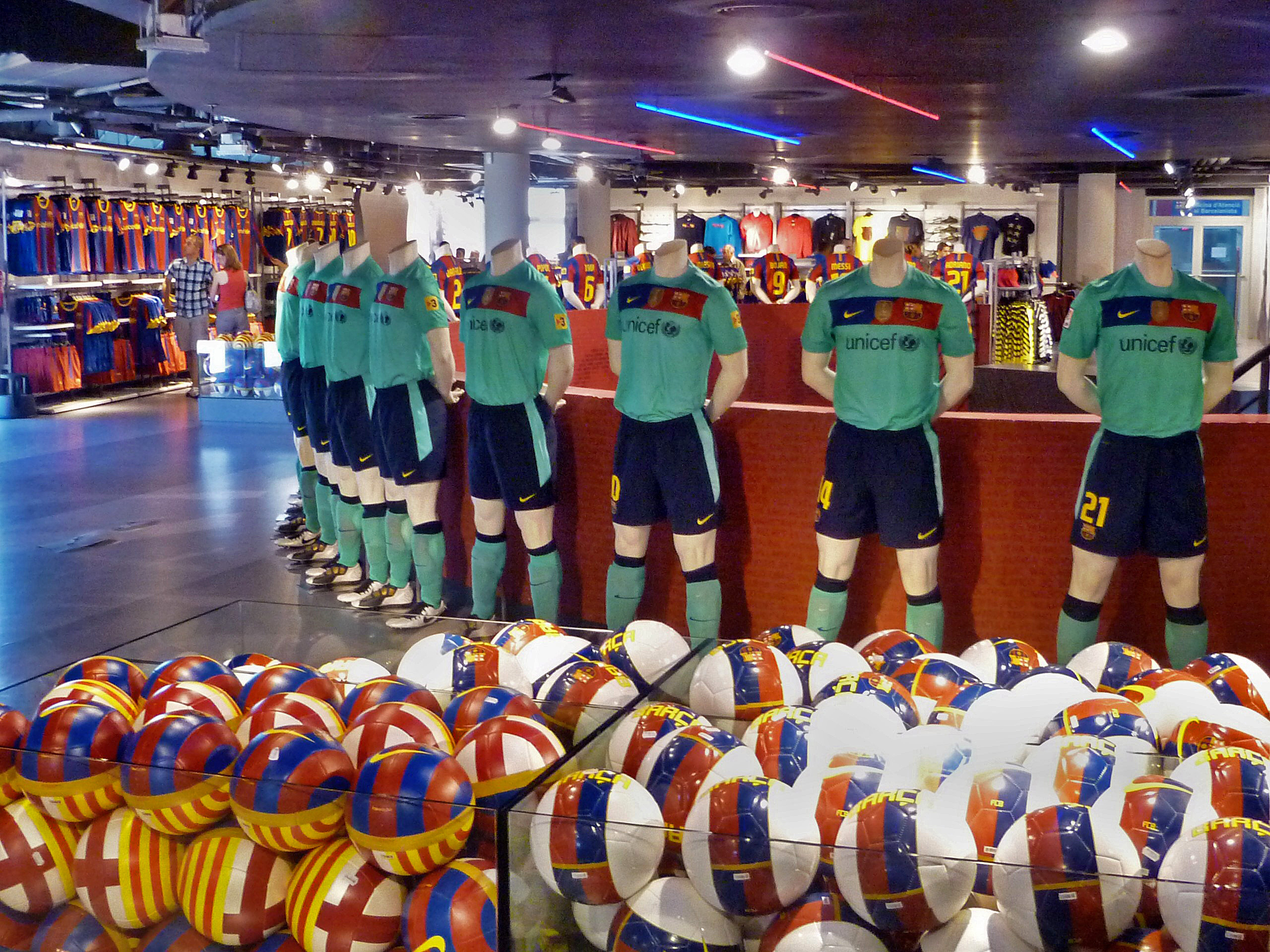
Sklep z pamiątkami
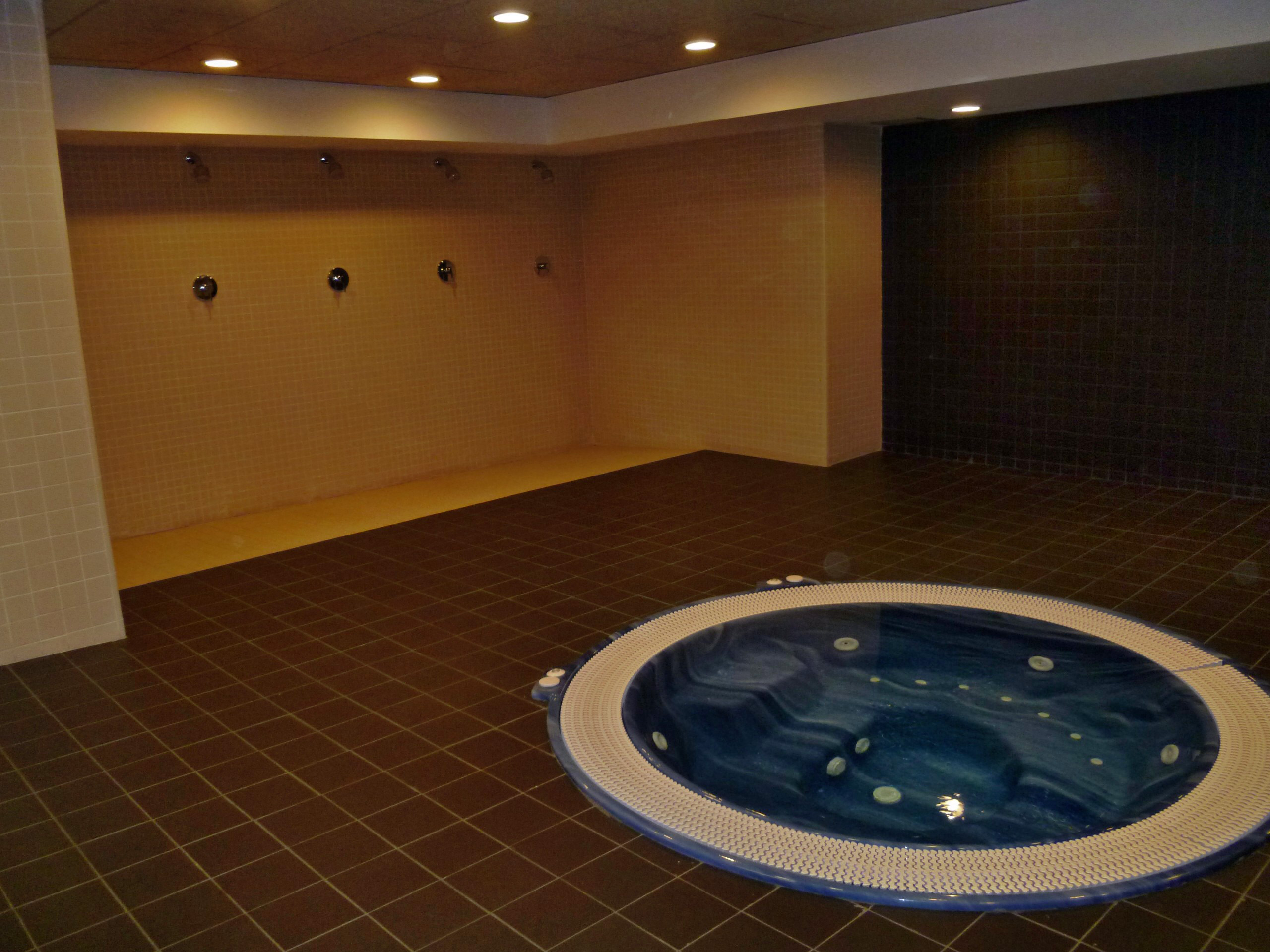
Pomieszczenie do odnowy biologicznej